# Диви и щастливи
„Диви и щастливи“ е българска романтична екшън комедия от 2019 година на режисьора Мартин Макариев. Сценарист е Борислав Захариев, а оператор – Андрей Андреев. Продуценти са Яна Маринова и Александър Сано. По време на премиерата си през 2019 година филмът е най-скъпата българска продукция от началото на прехода.

## Актьорски състав
| Роля            | Изпълнител               |
| --------------- | ------------------------ |
| Боряна          | Яна Маринова             |
| Инспектор Донев | Александър Сано          |
| Мила            | Луиза Григорова-Макариев |
| Мартин          | Basil Eidenbenz          |
| Албена          | Дария Симеонова          |
| Цветан          | Явор Бахаров             |
| Васил           | Калин Врачански          |
| Станислав       | Асен Блатечки            |

## Географски обекти по време на заснимането
- Русе
- Велико Търново[3]
- Варна
- Исторически парк[4]